# Strictosidine
La strictosidine est un alcaloïde indole-terpénique, de formule C27H34N2O9. 
C'est un métabolite végétal notamment présent chez Catharanthus roseus, Chimarrhis turbinata et Strychnos mellodora.

## Biochimie
La strictosidine est synthétisée par l'enzyme strictosidine synthase (en) par la réaction de condensation de Pictet-Spengler à partir de la sécologanine et de la tryptamine,. Elle est à la base de milliers de dérivés, et de principes actifs importants tels que la quinine, la camptothécine, l'ajmalicine, la vinblastine et la vincristine,.
Sa synthèse a été réussie au moyen d'une levure (Saccharomyces cerevisiae) au génome modifié.